# Хишам III
Хишам III (аль-Мутадд Абу Бакр Хишам ибн Абд ар-Рахман; араб. المعتد بالله” هشام بن محمد)‎, 975—1036) — халиф Кордовы (1027—1031), правнук Абд ар-Рахмана III, брат Абд ар-Рахмана IV. Последний представитель династии Омейядов.

## Биография
Хишам III был выбран халифом Кордовы в 1027 году, после затяжных переговоров между столичной аристократией и эмирами провинций халифата. В Кордову он смог приехать лишь в 1029 году, так как до этого времени город был занят берберскими войсками Хаммудидов.
При Хишаме III делами занимался его визирь Хакам ибн Саид, бывший ткач, который вскоре возбудил к себе всеобщее недовольство. Одной из причин этого недовольства послужило повышение налогов, а также попытка обложить налогами мечети, которая сильно возмутила мусульманских священнослужителей.
В 1031 году солдаты во главе с одним из Омейядов, Омайей, убили Хакама и вынудили Хишама III отречься от власти.
Однако Омайя тоже не получил кордовского престола. Члены Государственного совета велели ему покинуть город и объявили об упразднении титула халифа. Формально Кордова превратилась в аристократическую республику Ко́рдова. Фактически к этому времени единого государства уже давно не существовало — страна распалась приблизительно на 30 небольших тайф.